# Liste der Gedenktafeln in Berlin-Nikolassee
Die Liste der Gedenktafeln in Berlin-Nikolassee enthält die Namen, Standorte und, soweit bekannt, das Datum der Enthüllung von Gedenktafeln.
Die Liste ist nicht vollständig.

## Nikolassee
| Bild | Name                                                   | Standort                  | Datum der Enthüllung |
| ---- | ------------------------------------------------------ | ------------------------- | -------------------- |
|      | Aufstand vom 17. Juni 1953                             | Potsdamer Chaussee        |                      |
|      | Friedrich Wilhelm Heinrich Bensch                      | Stahnsdorfer Damm 3       |                      |
|      | Hermann Clajus                                         | Wannseebadweg             |                      |
|      | DP-Lager                                               | Potsdamer Chaussee 86     |                      |
|      | Dreilinden                                             | Königswegbrücke           |                      |
|      | Düppel Center                                          | Potsdamer Chaussee 87     |                      |
|      | Richard Ermisch und Martin Wagner                      | Wannseebadweg 25          |                      |
|      | Don Luigi Fraccar                                      | Potsdamer Chaussee 75     |                      |
|      | Ferdinand Friedensburg                                 | Hoiruper Straße 14a       |                      |
|      | Insel Schwanenwerder                                   | Schwanenwerder Brücke     |                      |
|      | Insel Schwanenwerder, Baumeister und Gartenarchitekten | Inselstraße 39a           |                      |
|      | Insel Schwanenwerder, die Bewohner                     | Inselstraße 39a           |                      |
|      | Insel Schwanenwerder, eine Insel als Villenkolonie     | Inselstraße 39a           |                      |
|      | Insel Schwanenwerder, eine zerstörte Kultur            | Inselstraße 39a           |                      |
|      | Insel Schwanenwerder, Nachkriegszeit                   | Inselstraße 39a           |                      |
|      | Italienischer Soldatenfriedhof                         | Potsdamer Chaussee 75     |                      |
|      | Italienischer Soldatenfriedhof                         | Potsdamer Chaussee 75     |                      |
|      | Jagdschloß Dreilinden                                  | Stahnsdorfer Damm 3       |                      |
|      | Jochen Klepper                                         | Beskidenstraße 59         |                      |
|      | Jochen Klepper                                         | Teutonenstraße 23         |                      |
|      | Nikolashof                                             | Potsdamer Chaussee 47     |                      |
|      | Nikolassee und Schlachtensee                           | Hohenzollernplatz         | 24.08.2011           |
|      | Opfer der Berliner Luftbrücke                          | Charles-H.-King-Straße 25 | 27. Juni 2023        |
|      | Opfer des 2. Weltkrieges                               | Potsdamer Chaussee 75     |                      |
|      | Opfer des 2. Weltkrieges                               | Potsdamer Chaussee 75     |                      |
|      | Opfer des 2. Weltkrieges                               | Potsdamer Chaussee 75     |                      |
|      | Julius Posener                                         | Julius-Posener-Platz      |                      |
|      | Julius Posener                                         | Julius-Posener-Platz      |                      |
|      | Claus Schenk Graf von Stauffenberg                     | Tristanstraße 8–10        |                      |
|      | Shepard Stone                                          | Inselstraße 10            |                      |
|      | Strandbad Wannsee                                      | Wannseebadweg 25          |                      |
|      | Tuilerien Säule                                        | Inselstraße 8             |                      |
|      | Tuilerien Säule                                        | Inselstraße 8             |                      |
|      | Tuilerien Säule                                        | Inselstraße 8             |                      |
|      | Yehudi-Menuhin-Park                                    | Yehudi-Menuhin-Park       | 27. Juli 2022        |
|      | Wonnegauviertel                                        | Pfeddersheimer Weg 38     |                      |